# Estancia María Behety

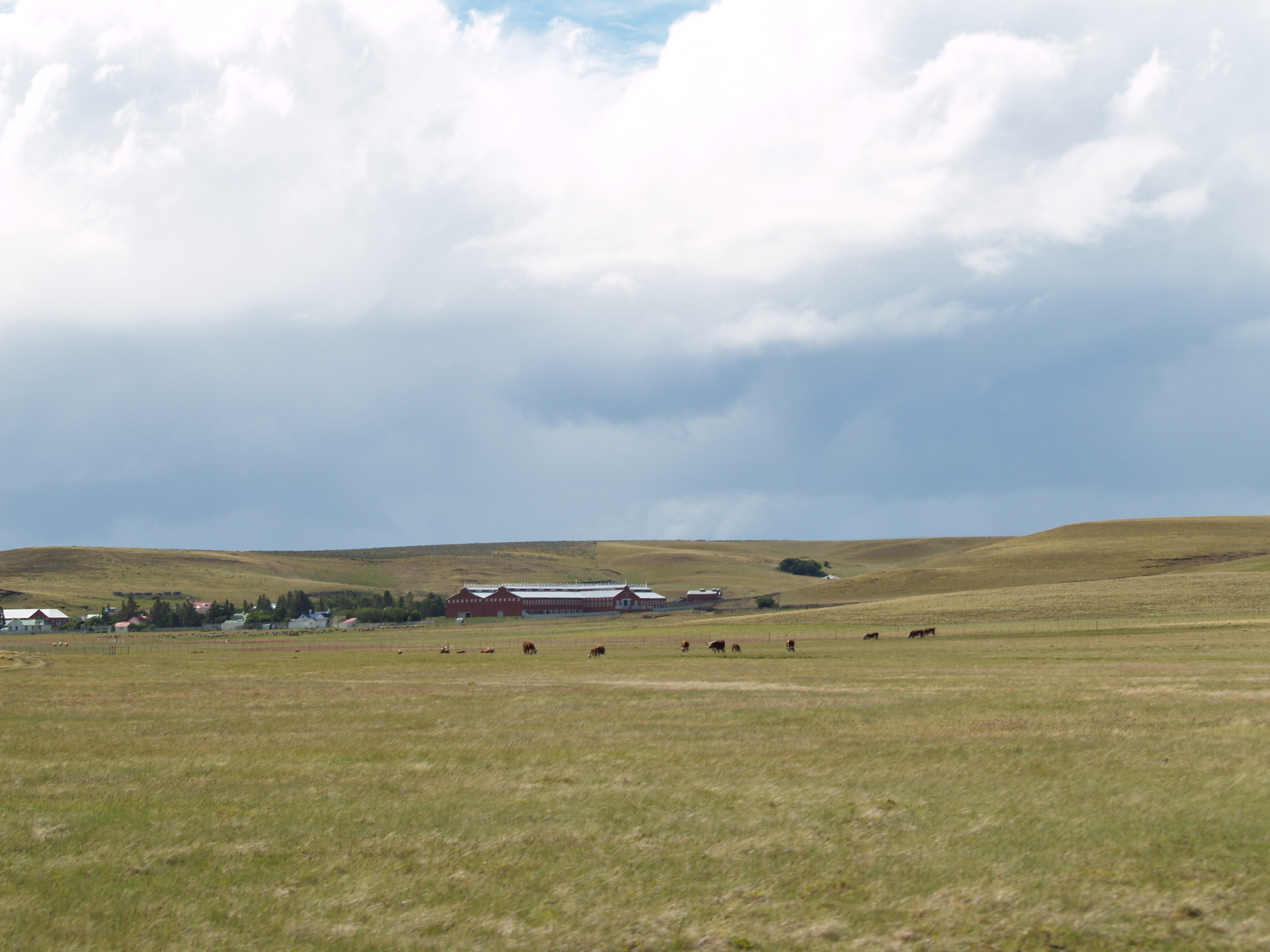
Estancia María Behety. Vue du hangar de tonte.

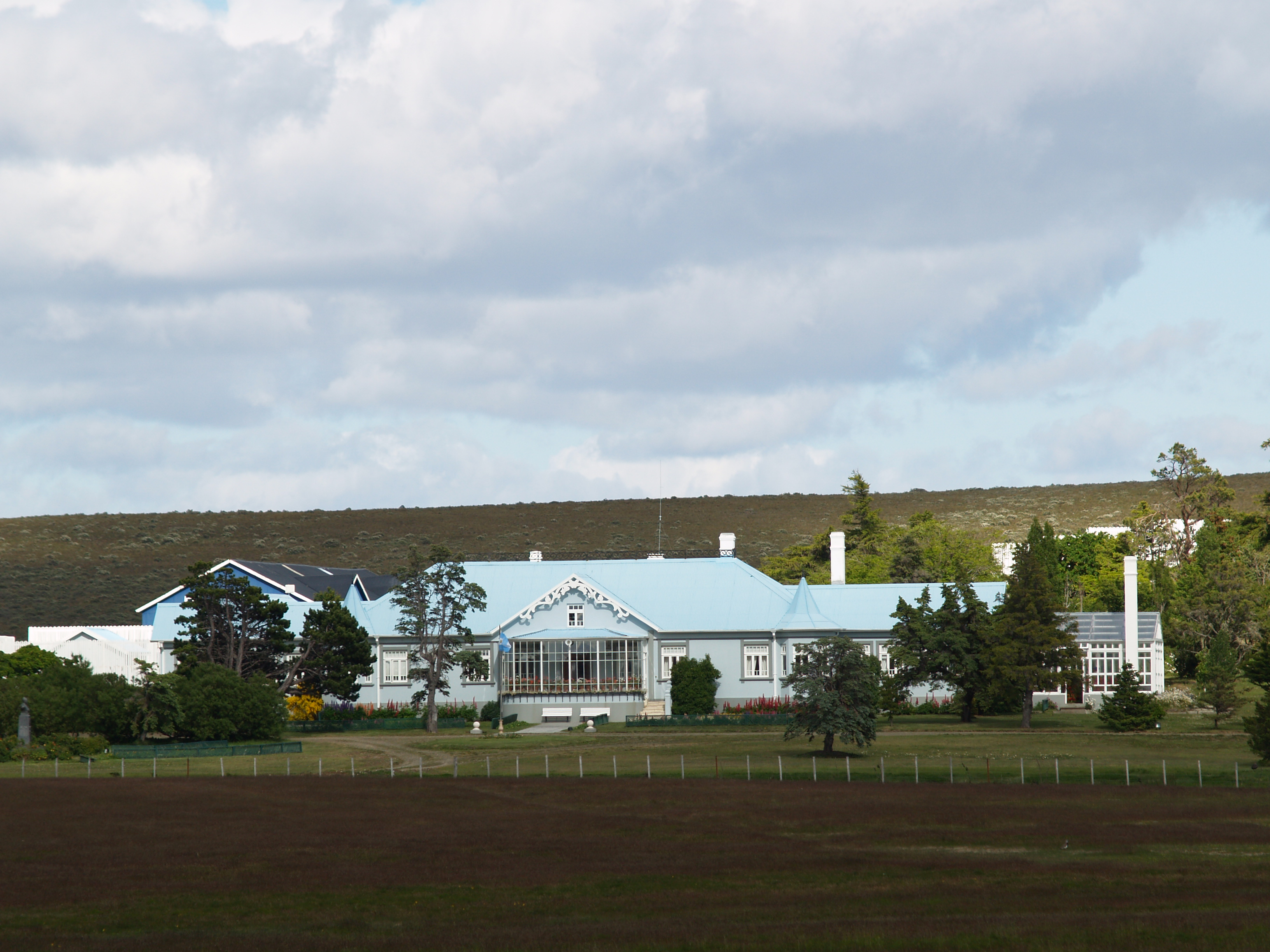
Estancia María Behety. Villa María.

L’estancia María Behety est un établissement rural voué à l'élevage (en espagnol : une estancia située dans le département de Río Grande dans la province de Terre de Feu, Antarctique et Îles de l’Atlantique Sud, au sud de l'Argentine.
L'estancia est située à l'ouest de la ville de Río Grande, il est possible d'y accéder par la route provinciale no 5 (anciennement route C) depuis la route nationale 3.
Elle est fondée en 1897 par José Menéndez, sous le nom de « Segunda Argentina » (deuxième Argentine). D'une superficie de 62 000 hectares elle peut accueillir jusqu'à 39 000 ovins, ainsi que des ovins, des chevaux et des camélidés. Le hangar de tonte a une capacité de 7 000 animaux. Les édifices qui constituent le cœur de l'estancia ont le style typique de l'architecture des grands estancias patagoniennes, avec une structure en bois, recouverte de tôle à l'extérieur. 
Ses moutons Corriedale - les « Maribety » -, sont d'une grande pureté raciale et ont remporté des prix lors d'expositions rurales nationales et internationales.

## Bien de Interés Histórico Nacional

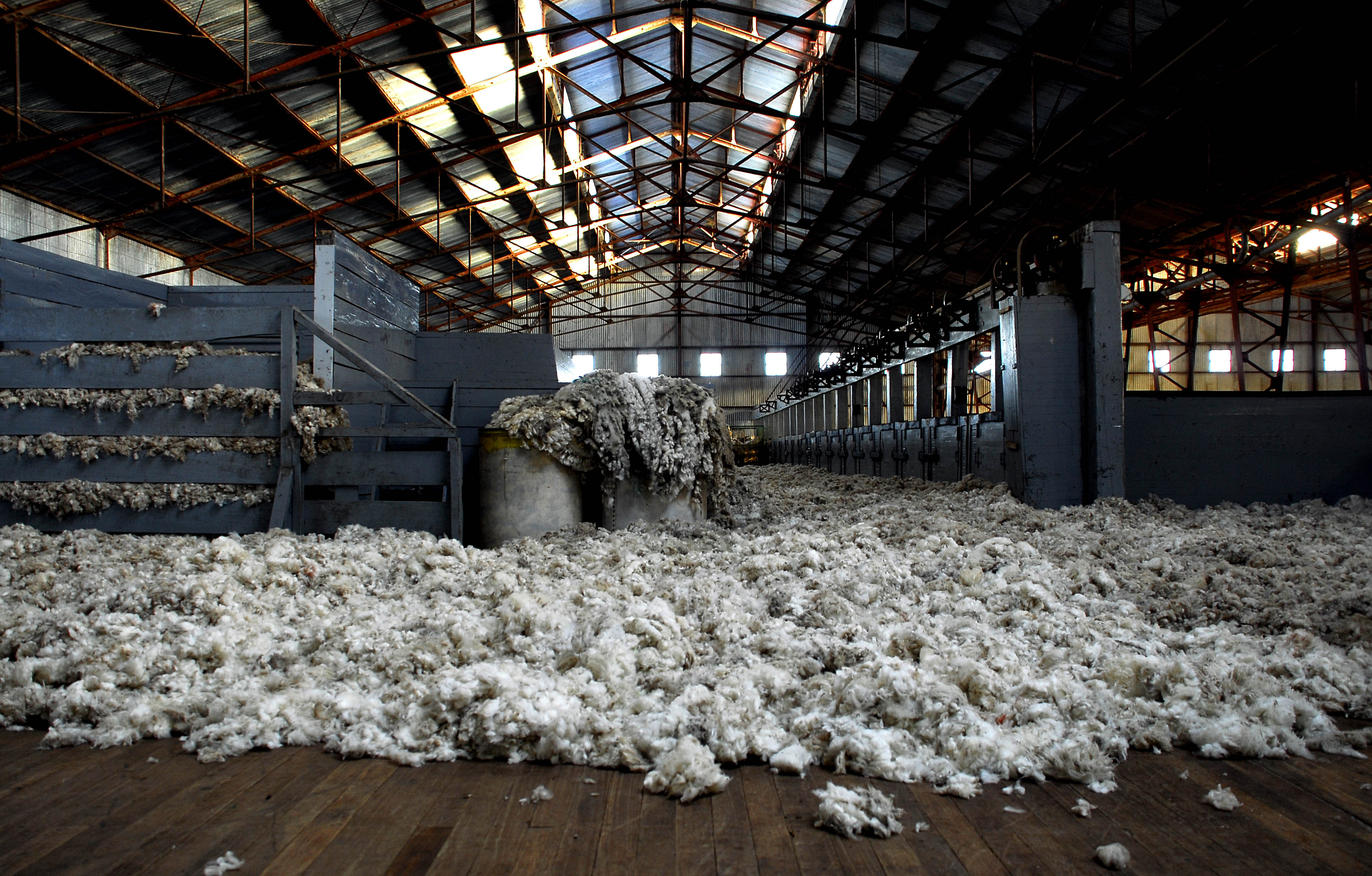

Les bâtiments qui composent le cœur de l'estancia ont été classés « bien d'intérêt historique national » par le décret national nº437 (article 4) du 16 mai 1997.
Une description de ce monument, d'un point de vue architectural peut être consulté dans l'ouvrage de Luis A. Bobbio.